# Histoire de la Sicile savoyarde

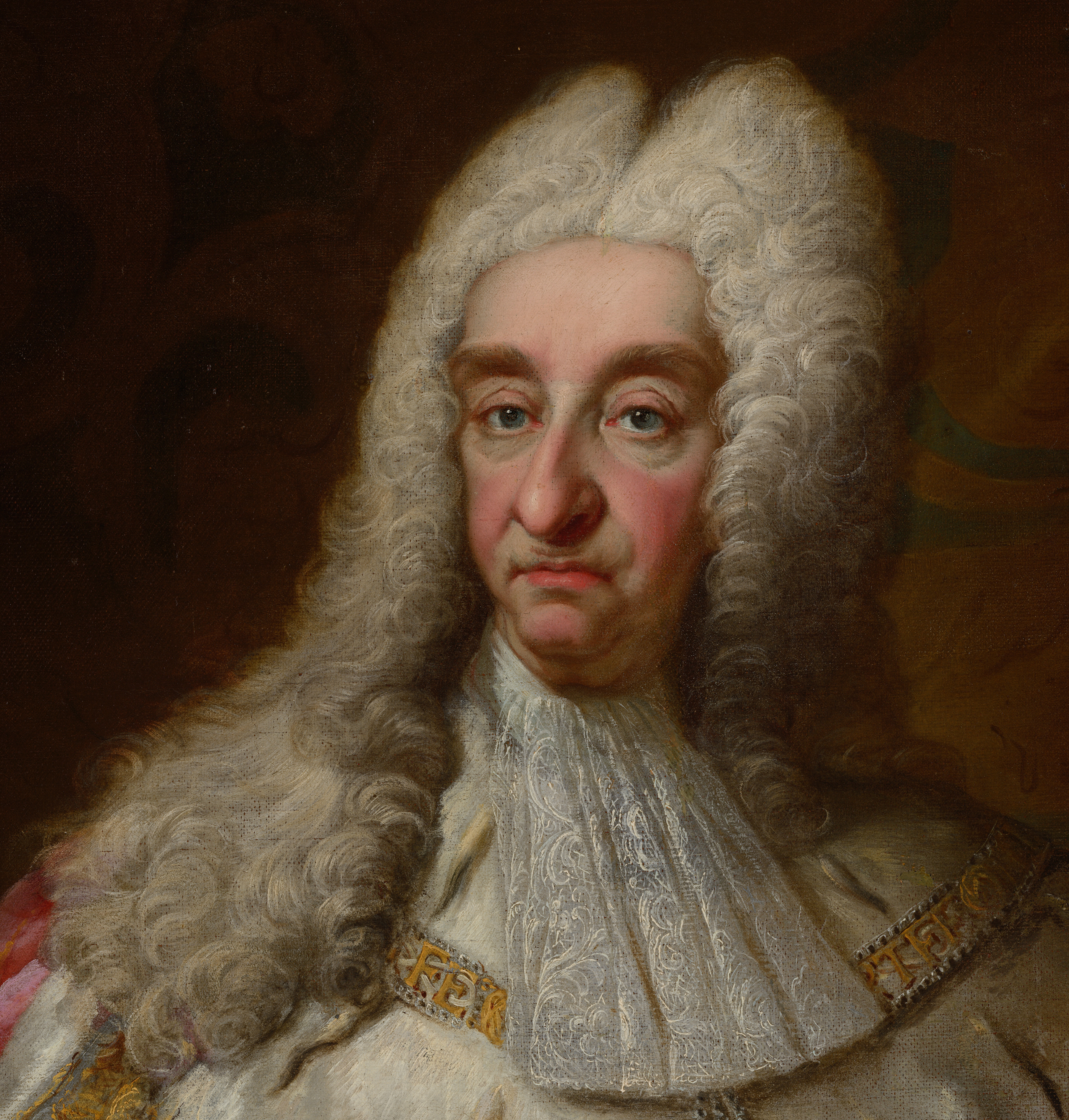
Victor-Amédée II de Savoie.

La domination savoyarde en Sicile débute le 10 juin 1713 et correspond au transfert de l'île de Philippe V à Victor-Amédée II et elle se termine en 1720 après l'invasion de l'île par l'empereur Charles VI et son échange avec la Sardaigne.

## Victor-Amédée II de Savoie
Par le traité d'Utrecht, la maison de Savoie obtient de grands avantages, parmi lesquels le titre de roi de Sicile avec souveraineté effective pour son chef : le 10 juin 1713, l'Espagne signe le document de cession de l'île à la Savoie, sous la pression de l'Angleterre. Les conditions imposées par Philippe V d'Espagne pour le transfert de la Sicile sont les suivantes :
- La maison de Savoie ne peut vendre ou échanger l'île avec un autre pays.
- La Sicile est considérée comme un fief de l'Espagne : la branche masculine de la maison de Savoie disparue, elle retournerait à la couronne de Madrid.
- Toutes les immunités en usage en Sicile ne seront pas abrogées.

En réalité, seuls les deux derniers points seront acceptés par Victor-Amédée II. Au dernier moment, Philippe V fait ajouter le dernier point :
- le Roi d'Espagne serait en mesure de disposer à son bon vouloir des biens confisqués aux sujets siciliens coupables de trahison. Victor-Amédée voulut accepter ce point, afin d'éviter qu'une protestation puisse renvoyer à des négociations.

Le document par lequel la Sicile est cédée à la Savoie est signé le 13 juillet de l'année suivante. Le héraut, le même jour, parcourt Turin, en annonçant l'acquisition du titre royal par Victor-Amédée. Une foule exultant se rassemble devant le palais ducal pour acclamer le roi.
Le 27 juillet, Victor-Amédée II, sur le point de partir pour la Sicile, nomme son fils Charles Emmanuel, prince du Piémont et lieutenant des États du continent ; le garçon de seize ans est assisté par un Conseil de régence. Le 3 octobre, le nouveau roi, s'embarque à Nice pour Palerme où il débarque environ vingt jours plus tard. Le 24 décembre, après une somptueuse cérémonie à la cathédrale de Palerme, Victor-Amédée II, et sa femme Anne-Marie d'Orléans sont couronnés roi et reine Sicile.
Devant le parlement sicilien, au cours d'une des premières sessions, il s'exprime ainsi :

« Nos pensées ne sont orientées que pour chercher d'avantager ce royaume afin de le remettre, selon la grâce de Dieu, dans le progrès du temps, le ramener à son ancien prestige et à ce statut dont elle devrait aspirer pour la fécondité de son sol, pour le bonheur du climat, pour la qualité de ses habitants et pour l'importance de votre situation. »

Les bonnes intentions du roi sont mises en pratique dans la lutte contre le brigandage, dans le développement de la marine marchande, la réorganisation financière et l'armée pour laquelle il prend modèle sur celle savoyarde. La présence du roi en Sicile se prolonge jusqu'au 7 septembre 1714.

### L’Espagne belliqueuse
L'Espagne, en fait, est en train de se réarmer fortement. Inquiets d'une telle puissance, la France, les Pays-Bas, l'Angleterre et l'Autriche resserrent leurs liens défensifs. Victor-Amédée II, informé de la possible création d'une quadruple-Alliance, se sent à nouveau en danger.
Il est prévu, par les souverains alliés, de mettre un terme aux ambitions espagnoles en Italie, mais ce projet s'oppose aussi à la maison de Savoie. L'Autriche, en particulier, projette d'éliminer les Savoyards de la Sicile. Victor-Amédée décide d'agir avec ruse, il utilise des envoyés à Vienne et à Londres afin d'être constamment informé des nouveautés en matière de politique étrangère. Si les Alliés signaient une alliance alors Victor-Amédée, entouré de tous côtés, se trouverait dans de sérieuses difficultés.
Après avoir essayé par tous les moyens de s'allier à l'Autriche, en utilisant également un projet de mariage, Victor-Amédée est attaqué sur le front sicilien par les Espagnols qu'il considérait comme des alliés. La Sicile est envahie par 30 000 soldats et le peu de forteresses doit renoncer à se défendre.
De Vienne, la proposition d'adhérer à la Quadruple Alliance désormais signée arrive en échange du titre de roi de Sardaigne. La destruction de l'importante flotte espagnole et la victoire de la Quadruple Alliance permet à Victor-Amédée de conserver son titre. C’est par la signature du traité de Londres en 1718, que Victor-Amédée échange la Sicile contre la Sardaigne, échange mis en application en 1720. La plus grande proximité de cette île rend sa gestion et son contrôle plus facile que la Sicile, de sorte que l'on peut dire que l'échange s'est avéré avantageux pour Victor-Amédée.

## Sources
- (it) Cet article est partiellement ou en totalité issu de l’article de Wikipédia en italien intitulé « Storia della Sicilia piemontese » (voir la liste des auteurs).